# Carretera Austral
La Carretera Austral (ufficialmente ruta CH-7) è una strada del Cile che collega Puerto Montt con Villa O'Higgins, voluta dal dittatore Augusto Pinochet, la cui costruzione è cominciata nel 1976 ed è terminata nel 1996.
Costruita per scopi militari attraversa regioni altrimenti non raggiungibili se non via mare, si estende per 1240 km tra paesaggi selvaggi e incontaminati e termina a Villa O'Higgins. La strada è asfaltata solo in alcuni tratti, la maggior parte del percorso è infatti sterrato.

## Storia
La sua costruzione iniziò nel 1976 per decisione della giunta militare allora al potere, essendo uno dei progetti più ambiziosi e costosi del paese del XX secolo. Le difficoltà da superare erano molte, soprattutto di carattere geografico e morfologico del terreno, con la presenza delle Ande e dei suoi ghiacciai, di numerosi laghi e fiumi da attraversare.
In ogni caso, dopo dodici anni, nel 1988, venne inaugurato il primo tratto e nel 1996 venne completata sino a Puerto Yungay. Gli ultimi 100 km sino a Villa O'Higgins vennero terminati nel 2000. Inizialmente il percorso era interamente non asfaltato e si sta provvedendo alla sua asfaltatura man mano; nel 2007 è prevista la nuova pavimentazione per 330 km tra Chaitén e Coihaique.
Il percorso non è in ogni caso percorribile interamente via strada ma è necessario l'uso di tre traghetti per superare gli ostacoli d'acqua. Il primo traghettamento di circa 30 minuti è situato all'incirca 45 km a sud dell'inizio della Carretera da Puerto Montt. Il secondo, dopo 110 km dalla partenza ha una durata di circa cinque ore tra Hornopirén e Caleta Gonzalo. Proprio questo, secondo le dichiarazioni ufficiali, dovrebbe essere sostituito da un percorso sulla terraferma, attraversando il parco Pumalín.
Il terzo e ultimo tratto via acqua, della durata di circa 50 minuti, unisce Puerto Yungay a Rio Bravo (attraverso il Fiordo Mitchell), da dove ricominciano i 100 km terminali della strada.
Uno dei motivi per cui il secondo traghetto è in via di eliminazione è dovuto al fatto che la sua agibilità è limitata ai mesi di gennaio e febbraio, obbligando l'uso di percorsi attraverso il territorio argentino per raggiungere Hornopirén.

## Percorso
- chilometro 0 Puerto Montt.
- chilometro 9 Chamiza.
- chilometro 32 Lenca.
- chilometro 46 Caleta La Arena.
- Traghettamento a Caleta Puelche.
- chilometro 100 Hornopirén, comune di Hualaihué.
- Traghettamento a Caleta Gonzalo.
- chilometro 110 Ribera del Lago Negro.
- chilometro 144 Accesso a Caleta Santa Bárbara.
- chilometro 157 Chaitén.
- chilometro 235 Villa Santa Lucía.
- chilometro 303 La Junta.
- chilometro 333 Sector Pangue.
- chilometro 360 Puyuhuapi.
- chilometro 440 Accesso a Villa Amengual.
- chilometro 480 Mañihuales.
- chilometro 522 Accesso a Villa Ortega.
- chilometro 556 Coihaique.
- chilometro 884 Cochrane.
- chilometro 1008 Puerto Yungay.
- Traghettamento a Villa O´Higgins.
- chilometro 1108 Villa O'Higgins.

## Nei media
I Modena City Ramblers hanno dedicato a tale strada un'omonima canzone, contenuta nell'album Radio Rebelde.